# Acrometopia wahlbergi
Acrometopia wahlbergi – gatunek muchówki z rodziny srebrnikowatych i podrodziny Chamaemyiinae.
Gatunek ten opisany został w 1846 roku przez Johana Wilhelma Zetterstedta jako Oxyrhina wahlbergi.
Muchówka o ciele długości od 2,5 do 3,5 mm, ubarwionym jasnoszaro. Głowa jest znacznie dłuższa niż wysoka, zaopatrzona w dwie pary szczecinek orbitalnych i szczecinki przyoczkowe. Czułki są czarne z żółtawą nasadą trzeciego członu. Barwa głaszczków jest żółta. Skrzydła są jasne. Odnóża ubarwione są czarno z żółtymi: wierzchołkami ud, oboma końcami goleni i nasadami stóp.
Owad znany z Irlandii, Wielkiej Brytanii, Niemiec, Danii, Szwecji, Finlandii, Szwajcarii, Austrii, Polski, Czech i Słowacji.